# AviSynth
Az AviSynth egy frameszerver program, melyet Ben Rudiak-Gould, Edwin van Eggelen, Klaus Post, Richard Berg és mások készítettek Microsoft Windowsra. Ingyenes, GNU GPL licenc feltételei alatt.
Az AviSynth úgy működik, mint egy olyan nemlineáris videoszerkesztő (GUI nélkül), amit kizárólag szkript vezérel; köztes szinten a videoforrás (mint például egy AVI vagy egy MPEG) és a fogadó program (mint amilyen a legtöbb médialejátszó, -szerkesztő vagy -kódoló) között.
Általában minden olyan programmal képes kommunikálni, ami AVI-t beolvas. Számos szerkesztési és egyéb (szűrő) művelet végezhető a forrásanyagon, mielőtt az átadódna a beolvasó programnak. Ilyenek a vágás (trimming), képkivágás (cropping), váltottsorosból progresszívbe konvertálás (deinterlacing), inverz telecine, külső képek beillesztése, színkorrekciók, zajszűrés és sok más egyéb.
Technikailag az AviSynth egy codec az AviSynth szkripthez, mely utóbbi egy egyszerű, AviSynth szkriptnyelven írt szöveges szkriptfájl. A szkriptnyelvet számos külső plugin segíti. Az AviSynth Filter Collection egy karbantartott plugin-lista.
Az AviSynth-szűrők különböző színformátumokkal dolgoznak (RGB, YUY2, YV12 stb.), lehetővé téve mindenféle videoformátum kezelését. Bizonyos szűrők csak bizonyos színtípussal dolgoznak, így néha a konverzió elkerülhetetlen.